# Muzeum Stara Chałupa
Muzeum „Stara Chałupa” − dom architektury drewnianej wybudowany w 1739 r. w Milówce (woj. śląskie, powiat żywiecki) przy ulicy Piastowskiej 1. Wpisany do rejestru zabytków w 1981 r., obecnie należący do Szlaku Architektury Drewnianej (woj. śląskie).

## Historia
Pierwszym właścicielem budynku był miejscowy karczmarz, Piotr Gorel, stąd też przypuszcza się, iż pierwotnie budynek spełniał rolę wiejskiej gospody. W 1760 r. Bartłomiej Gorel, syn Piotra, sprzedał chałupę wraz z okoliczną ziemią i inwentarzem bogatemu chłopu pańszczyźnianemu Sebastianowi Capucie pochodzącemu z sąsiedniej wsi – Węgierskiej Górki. O najemcy zaświadcza wyryty na środkowym tragarzu napis: Restavrator domi novi Sebastianus Caputa Jezus Maria Józef. Wkrótce dom przeszedł w posiadanie rodziny Kąkolów, która to zarządzała nim aż do 1992 r. Stało się tak dlatego, iż syn Sebastiana – Jan, pozostając bezdzietnym usynowił swojego siostrzeńca – Marcina Kąkola, któremu następnie przekazał majątek. Po nim zaś gospodarstwo dziedziczyli kolejni potomkowie tej samej rodziny. Od 1992 r. pieczę nad budynkiem sprawuje gmina Milówka.
Dom jest dostępny dla zwiedzających od 1988 r., a od 2010 r. w jego pobliżu znajduje się dodatkowy budynek sprowadzony z Przyłękowa i utrzymany w podobnym stylu. Obecnie odbywają się w nim różnego rodzaju warsztaty i wystawy.
Legenda głosi, iż gośćmi domu były tak sławne postaci jak królowie Jan Kazimierz oraz Jan III Sobieski.

## Architektura, wnętrze
Dom jest zbudowany z drewnianych bali składanych na obłap i rybi ogon, ma również kamienną podmurówkę. Dach kryty jest gontem, zaś wokół posesji rozciąga się drewniane ogrodzenie.
Główne, kute i również drewniane drzwi prowadzą do sieni, która stanowi część gospodarczą budynku, stąd też znajdują się tutaj klepisko i różnego rodzaju narzędzia rolnicze, których większość jest zawieszona na ścianach. Schody w tym pomieszczeniu prowadzą na strych. Z sieni przechodzi się również do komory (służącej do przechowywania narzędzi gospodarskich i żywności), części mieszkalnej (czyli najstarszego pomieszczenia Muzeum) i piwnicy. Najważniejszym fragmentem domu dla ówczesnych chłopów była właśnie wspomniana już izba mieszkalna, gdyż to w niej gotowano, jadano, spano i spędzano najwięcej czasu.

## Galeria

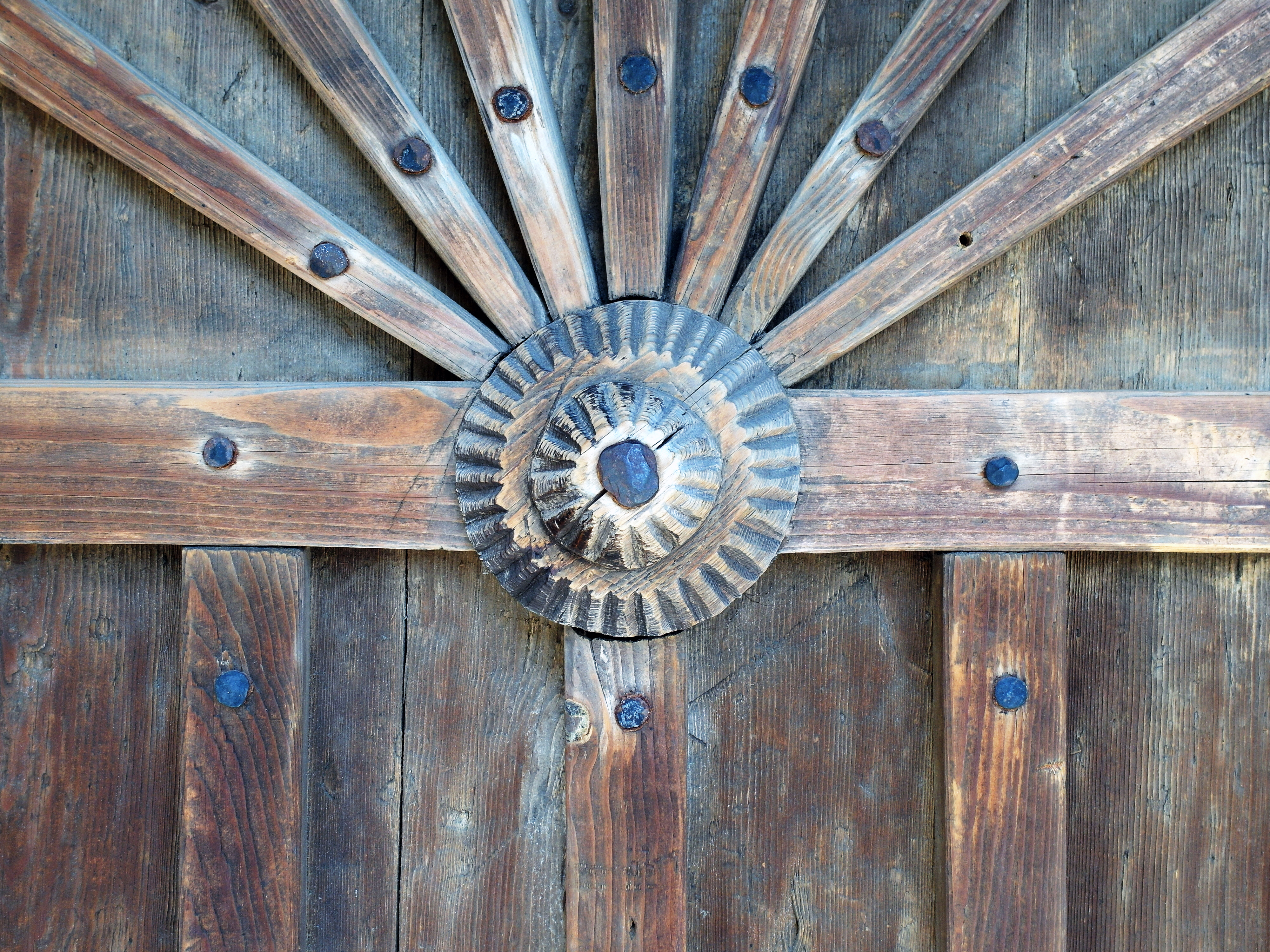
Muzeum ,,Stara Chałupa" - Milówka, detal z drzwi. Fotografia wykonana w ramach projektu ,,Etnografia Karpat"
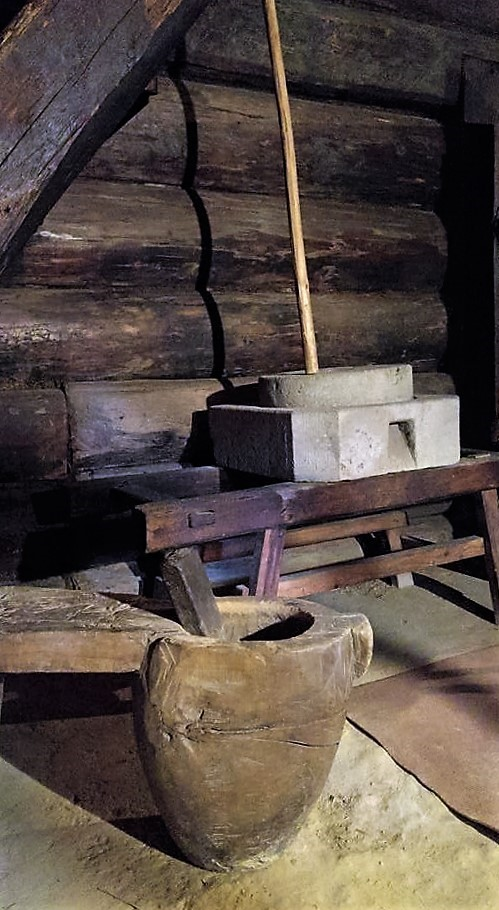
Muzeum - Stara Chałupa, Milówka. Wnętrze z wyposażeniem - fragment ekspozycji
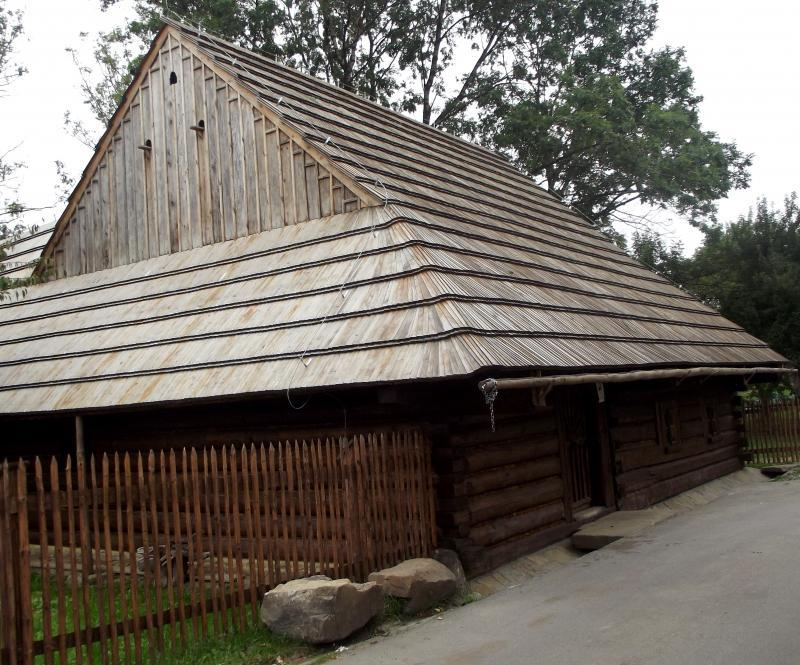
Muzeum „Stara chałupa” w Milówce